# Wojna psychologiczna
Wojna psychologiczna – planowe wywieranie presji na atakowane państwo lub sojusz państw, za pomocą dywersji ideologicznej, gróźb i zastraszania. Jest to system działań psychologicznych stosowanych w celu wywarcia wpływu na społeczeństwo przeciwnika i spowodowania realizacji przez nie własnych celów strategicznych. Wojna psychologiczna polega również na osłabieniu zdolności reakcji przeciwnika na zagrożenia zewnętrzne, np. atak militarny.

## Historia
Wojny były prowadzone już na wczesnym etapie pradziejów, dane archeologiczne dotyczące okresu neolitu przestawiają rozległe fortyfikacje wczesnych osad i powszechne istnienie broni. Już wtedy dostrzeżono zalety zastraszania przeciwnika, stosując zasadzki, napaści na wioski, w celu pokonania przeciwnika bez walki lub zmniejszenia jego oporu.
Bitwa pod Pelusium w 525 r. p.n.e. zakończyła się pokonaniem Egiptu przez Persów i była kamieniem milowym w walce psychologicznej. Prowadzeni przez króla Kambyzesa II, Persowie wtargnęli ze wschodu i wykorzystali szacunek Egipcjan dla kotów, aby obniżyć morale przeciwnika. Najeźdźcy narysowali koty na tarczach, a w pierwszej linii ataku znajdowały się psy, ibisy, owce i koty – wszystkie one były zwierzętami świętymi dla Egipcjan, którzy czcili kociego boga Basteta i nie chcieli zaszkodzić ich świętemu symbolowi.
Filip II Macedoński, ojciec Aleksandra III Macedońskiego, był mistrzem wojny psychologicznej. Podczas bitwy przeciw Związkowi Chalkidyckiemu zniszczył miasto Stagirus, co tak wystraszyło mieszkańców pozostałych miast, że poddały się bez oporu. Podczas Bitwy pod Cheroneą w 338 r. p.n.e. Filip zastosował dwie strategie walki psychologicznej: najpierw zmęczył ateńskich i tebańskich buntowników, zmuszając ich do czekania w palącym słońcu. Potem dokonał fałszywego ataku, który przyciągnął ich do powoli wycofującej się linii frontu, która złapała ich w pułapkę.
Generał Kartaginy Hannibal Barkas podczas bitwy pod Trebią w 218 r. p.n.e. zwabił siły rzymskie do przejścia przez rzekę Trebia, atakując jazdę numidyjską. Hannibal przygotował zasadzkę po drugiej stronie rzeki. Rzymianie po przeprawie stali się zdezorganizowani, zmęczeni i zmarznięci, co ułatwiło Hannibalowi zwycięstwo. W bitwie o Jezioro Trazymeńskie w 217 r. p.n.e. sprowokował Flamininusa do bitwy, wykorzystując jego upartą naturę. Imię Hannibal jest niemal synonimem jego marszu przez Alpy ze słoniami wojennymi, jednak ta próba walki psychologicznej nie powiodła się. Słonie nie były przystosowane do zimnego środowiska, a te, które przeżyły przeprawę, były osłabione i nieskuteczne.

### I wojna światowa
Pierwsza wojna światowa była początkiem współczesnych operacji psychologicznych. Wynikało to w dużej mierze z dostępności masowych środków komunikacji takich jak radio, nowoczesne maszyny drukarskie. Oprócz tego, używano samolotów, specjalnych pocisków artyleryjskich czy balonów do dostarczania ulotek do żołnierzy na froncie. Bombardowania i pociski dalekiego zasięgu uczyniły także ludność cywilną celem ataków służących podkopywaniu morale wrogiego społeczeństwa, które, zmęczone wojną, miało wymuszać na swoim rządzie podjęcie rokowań pokojowych.
Ulotki przeznaczone do obniżania morale sił niemieckich, stworzone przez Wielką Brytanię, przedstawiały m.in.: okop z ciałami żołnierzy niemieckich, z podpisem: „Skutki Brytyjskiego ataku”, matkę żegnającą ostatniego syna, wezwanego do służby w niemieckim wojsku (pozostali synowie zginęli na froncie), czy zdjęcie lotnicze frontu, ukazujące prawdziwą sytuację.

### II wojna światowa
Operacje psychologiczne były szeroko stosowane przez wszystkie strony podczas II wojny światowej. Do dostarczania informacji używano ulotek, audycji radiowych czy przemówień publicznych. Wystąpienia Adolfa Hitlera obudziły narodową dumę i zrzuciły winę za wszystkie niemieckie problemy na innych. Jego oratorskie techniki dały mu prawdziwie hipnotyczną kontrolę nad niemieckimi masami. Po objęciu przez niego stanowiska dyktatora używano propagandy zarówno do zjednoczenia Niemiec, jak i do zastraszenia ich wrogów.
Innowacyjnym sposobem walki psychologicznej była seria lekcji języka angielskiego dla żołnierzy niemieckich, nadawana przez British Broadcasting Corporation (BBC). Sugerowała ona, że w wypadku desantu na brzeg Wielkiej Brytanii, plaże wraz z najeźdźcami zostaną podpalone.

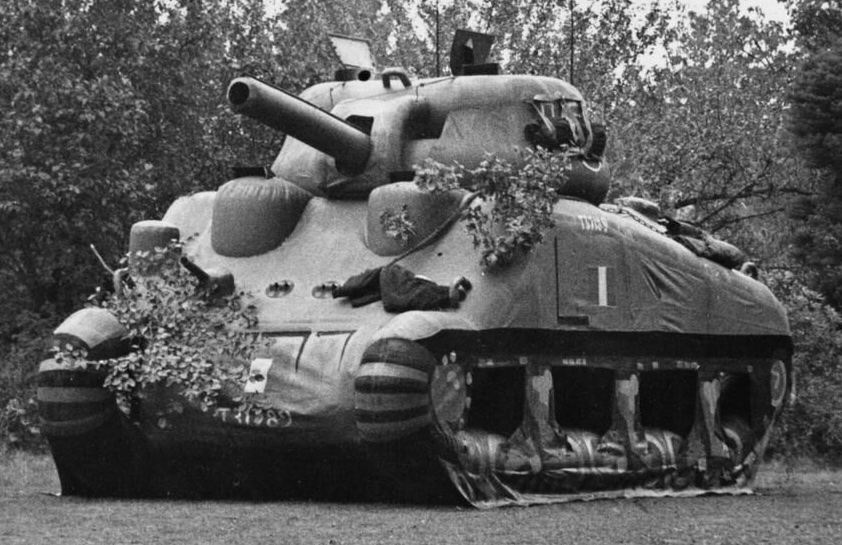
Gumowa replika czołgu M4 Sherman

W okresie poprzedzającym inwazję aliancką w Normandii opracowano wiele nowych taktyk w wojnie psychologicznej. Aby zdezorientować przeciwnika, Alianci rozpoczęli Operację Bodyguard, jej ogólnym celem było wprowadzić w błąd niemieckie dowództwo co do dokładnej daty i miejsca inwazji.

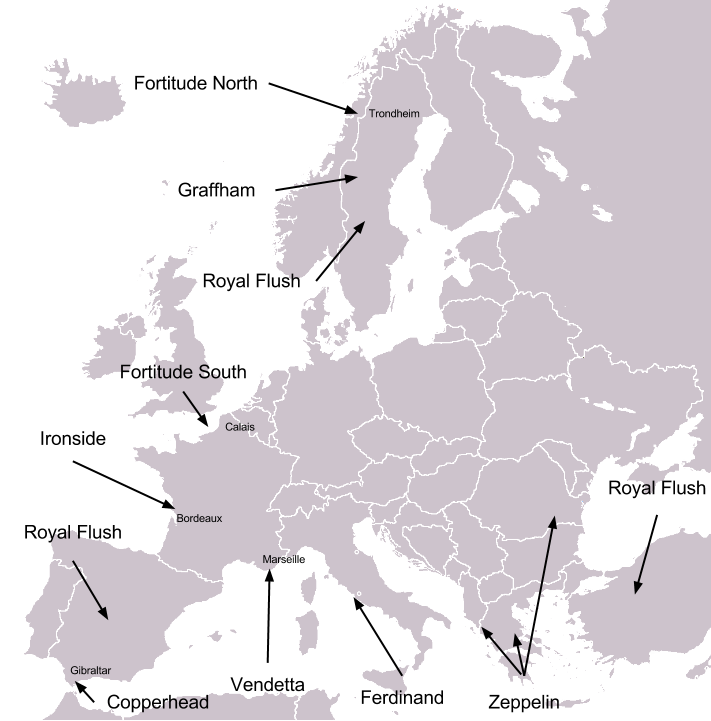
Mapa ukazująca wszystkie podrzędne cele Operacji Bodyguard

Operacja Fortitude z (ang. „Hart ducha”) była przeprowadzona w ramach Operacji Bodyguard. W Anglii powstała sztuczna armia, stworzona z nadmuchiwanych replik pojazdów opancerzonych, nazwana „Grupą Armii Patton”, która została przygotowana do uderzenia przez kanał La Manche na 15. Armię Pancerną, broniącą Pas de Calais. Ten podstęp przekonał niemieckich strategów, że napaść aliantów zostanie zainicjowana w Pas de Calais przez armię pod dowództwem generała broni George’a S. Pattona. W rezultacie największa koncentracja niemieckiej potęgi bojowej we Francji została tam umieszczona. Hitler był przekonany, że lądowanie w Normandii było tylko wstępem do prawdziwej inwazji, dlatego nie zezwolił na przemieszczenie 15. Armii Pancernej, przez co ta czekała 7 tygodni na atak Grupy Armii Patton, który nigdy nie nadszedł.
Wojna psychologiczna opierała się także na wystraszeniu przeciwnika podczas walki. Junkers Ju-87 Stuka, niemiecki bombowiec nurkujący, był wyposażony w syreny, których dźwięk narastał wraz z prędkością. Do bomb doczepiano także małe gwizdki, przez co dźwięk ataku tego bombowca był powszechnie rozpoznawalny, a jego celem było wywołanie paniki wśród wroga.
Nie zawsze dźwięk był celem konstruktorów. Oto przykłady broni o przerażającym brzmieniu:
Karabin MG 42 miał dużo wyższą szybkostrzelność (ok. 1200 strz./min) w porównaniu do innych powszechnie używanych karabinów maszynowych, przez co zyskał przezwisko „Hitler’s buzz saw” (piła Hitlera) ze względu na charakterystyczny dźwięk. Amerykańskie wojsko stworzyło filmy szkoleniowe pomagające rozpoznać żołnierzom MG 42 po dźwięku wystrzału oraz zalecało szturm podczas wymiany przez przeciwnika lufy lub wyczerpania się jego amunicji.
Fieseler Fi 103 – popularnie zwany V-1 (niem. Vergeltungswaffe-1, broń odwetowa nr 1) – niemiecki pocisk manewrujący z okresu II wojny światowej, który był napędzany przez silnik pulsacyjny. Jego donośny odgłos bzyczenia był słyszalny przez mieszkańców atakowanych miast, informując o nadchodzącym niebezpieczeństwie. Chwilę przed uderzeniem silnik wyłączał się, i bomba szybowała do celu. Szacunkowo 35 000 pocisków zostało wyprodukowanych do końca wojny, ok. 9000 wystrzelono na Anglię, a na Belgię ponad 6500.
Wyrzutnia rakiet Katiusza charakteryzowała się niską celnością, jednak dzięki koncentracji ostrzału na niewielkiej powierzchni była efektywną bronią. Podczas jednej salwy brygada artylerii rakietowej mogła wystrzelić aż 1152 rakiety. Podczas odpalenia każda z nich wydawała charakterystyczny świst, przez co Niemcy nazywali tę wyrzutnię „Organami Stalina”.

### XXI wiek
Media społecznościowe umożliwiły wykorzystanie dezinformacji na szeroką skalę. Analitycy znaleźli dowody na sfabrykowane lub wprowadzające w błąd zdjęcia rozpowszechniane przez media społecznościowe podczas wojny domowej w Syrii i konflikcie rosyjsko-ukraińskim. Wojsko i rządy krajów takich jak USA, Rosja i Chiny prowadziły operacje psychologiczne i wojnę informacyjną na platformach społecznościowych.
Podczas operacji na Morzu Południowochińskim i Wschodniochińskim zarówno Stany Zjednoczone, jak i Chiny brały udział w wojnie kognitywnej, która obejmowała pokazy siły, inscenizowane zdjęcia i rozprzestrzenianie dezinformacji. Początek publicznego wykorzystania wojny poznawczej jako wyraźnego ruchu nastąpił w 2013 roku w retoryce politycznej Chin.

## Przykłady metod
Do współczesnych metod wojny psychologicznej zalicza się:
- Demoralizacja:
  - Rozdawanie ulotek zachęcających do dezercji lub zawierających instrukcje, jak się poddać
  - Strategia wojskowa szoku i przerażenia
  - Odtwarzanie powtarzających się i niepokojących dźwięków i muzyki przez długi czas przy dużej głośności w kierunku grup oblężonych
- Propagandowe stacje radiowe, takie jak Lord Hau-Hau
- Operacje fałszywej flagi
- Terroryzm[20]
- Wojna informacyjna